# Josef Haist

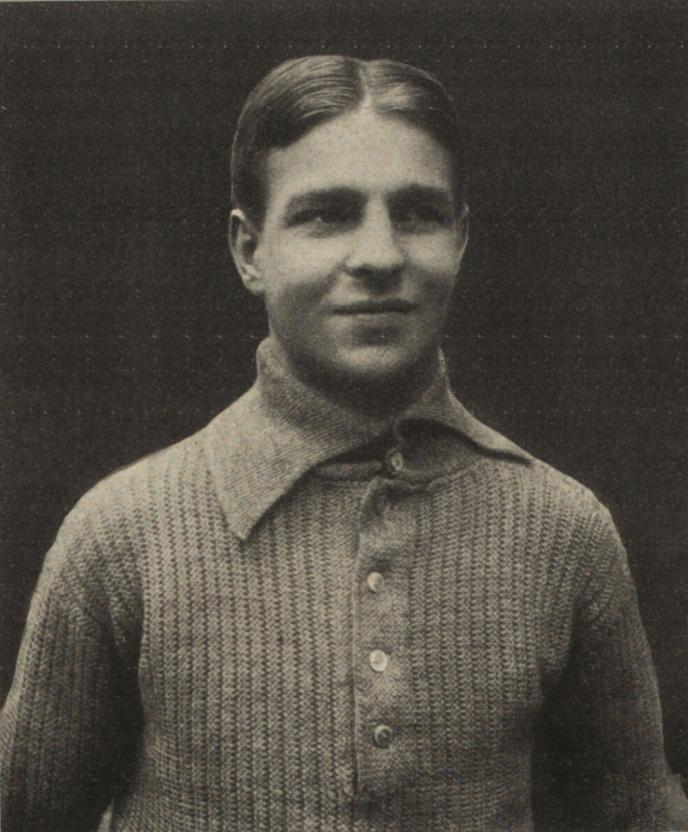
Josef Haist (1914)

Josef „Pepi“ Haist (* 31. Dezember 1894 in Wien; † 21. Jänner 1950 ebenda) war ein österreichischer Fußballspieler und -trainer. Auf Vereinsebene spielte er von 1912 bis 1919 für den Wiener AF. Zwischen 1914 und 1917 spielte er fünfmal für die Österreichische Nationalmannschaft. Als Trainer war er bei diversen Vereinen, vornehmlich in Österreich und der Schweiz, tätig. Dabei wurde er 1922 mit dem WAF Cupsieger und 1927 Vizemeister mit dem Brigittenauer AC.

## Wirken
Er erinnerte sich an seine Anfänge im Fußball, als er als 12-Jähriger mit einem Fetzenball spielte. Mit 15 trat er dem Verein Normannia bei. Von dort ging er zu Neptun. Als 17-Jähriger wurde der als „feiner Techniker“ beschriebene Haist Mitglied der Kampfmannschaft des Wiener AF. Nach zwei Jahren erlitt er einen Beinbruch, der ihn zu einer längeren Pause zwang. Danach folgte der Erste Weltkrieg. Seine Einsätze in der Nationalmannschaft, wo die Gegner Italien, Ungarn und Schweiz hießen, erfolgten auf Urlauben von der russischen Front. Ein weiterer Beinbruch 1917 bedeutete das Ende seiner Zeit als Spieler. Während seiner Zeit beim Verein wurde der WAF 1913 und 1915 Vizemeister und 1914 Meister.
Bald war Haist mitten im Krieg, wo ihm Ende 1915 die bronzene Tapferkeitsmedaille angeheftet wurde.
Seine Zeit als Trainer begann er bei seinem Stammverein, den WAF, den er 1922 zu seinem letzten großen Erfolg, den Gewinn des österreichischen Cups durch einen 2:1-Finalsieg über die Amateure führte.
Nach dem Zusammenbruch des WAF trainierte er ab Anfang 1923 Sturm Graz, wo er der erste hauptamtliche Trainer der Vereinsgeschichte war. Gelegentlich stellte er sich dort noch selbst auf. Im Herbst 1924 gewann Sturm den Grazer Messepokal vor Hakoah Graz, dem Grazer AK und Kapfenberg. 1926/27 übernahm er den Wiener Erstligaaufsteiger Brigittenauer AC, den er sogleich Vizemeisterschaft führte.
Von 1927 bis 1930 wirkte er beim St. Galler Erstligisten SC Brühl in der Schweiz. Im Februar 1930 übernahm er das Training beim Grazer AK. Gleichzeitig trainierte er auch die Grazer Hakoah.
Im Jänner 1934 wurde er Nachfolger des verstorbenen österreichischen Trainers Karl Kurz beim FC Basel, wo er bis Mitte des Jahres blieb. Mit seinem Nachfolger Richard Dombi wurde ein weiterer Österreicher Trainer des Vereins.
Nachdem er zuletzt den Fußballverein der slowakischen Stadt Trenčín trainierte, übernahm er ab September 1935 für zwei Jahre einen Verein in der schwedischen Stadt Eskilstuna. Im Jänner 1938 ging er zum Schweizer Zweitligisten FC Winterthur. Im April 1941 wurde er Trainer von Admira Wien.
Im Juli 1947 wurde Haist vom Steirischen Fußballverband als Verbandstrainer verpflichtet.
Ab 1939 arbeitete Haist auch als Turn- und Sportlehrer an einer Oberschule in Wien. Nach seinem Ableben am 21. Jänner 1950 im Alter von 55 Jahren wurde er auf dem Baumgartner Friedhof bestattet.

## Erfolge
Als Spieler
- Österreichischer Meister: 1914
  - Vizemeister: 1913, 1915

Als Trainer
- Österreichischer Cupsieger: 1922 mit WAF
- Österreichischer Vizemeister: 1927 mit Brigittenau